# ソグド文字
ソグド文字は、アラム文字から派生した、中世イラン語のソグド語を表記するための文字。右から左に書かれ、アブジャドに属する。ウイグル文字やモンゴル文字の元となった。

## 種類
古代のソグド文字は敦煌の近くで発見された紙に書かれた4世紀の手紙、およびパキスタン北部の刻文（落書き）により知られる。古代の文字は各文字は通常分けて記され、続け書きした場合も字形が変形しない。
6世紀以降のソグド文字は世俗の文書、および仏典やマニ教文献に見られ、単に「ソグド文字」と言った場合にはこの文字を指す。文字は続け書きされ、判別の難しい字がある。たとえば ʾ と n は区別が困難で、さらに z も n と区別なく書かれることがある。後世になると筆記体風の書体（「ウイグル書体」と呼ばれることがあるが、ウイグル語ではなくソグド語を記す）が発達し、さらに多くの字が判別困難になった。
ソグド文字はパフラヴィー語と同様、しばしばアラム語の単語を書いてソグド語で読むという特殊な書き方をするため、実際にどう発音していたかを知るのが難しいところがある。
キリスト教徒はシリア文字の東方書体（ネストリウス体）でソグド語を記した。ソグド語のために3つの文字が追加されている。内容は大半がシリア語からの翻訳で、文献的な価値は低いが、母音記号が存在するために言語学的には重要である。
マニ教徒はまたシリア文字のエストランゲロ体に由来する文字（マニ文字とも言う）でもソグド語を記した。

## Unicode
古代ソグド文字は2015年にUnicodeに対する追加の提案がなされ、2018年のUnicode 11.0で追加多言語面のU+10F00..U+10F2Fにブロックが追加された。
ソグド文字についても2016年に収録提案が出され、同様にUnicode 11.0で追加多言語面のU+10F30..U+10F6Fに追加された。
シリア文字によるソグド語表記については、シリア文字に統合されている。

## 画像

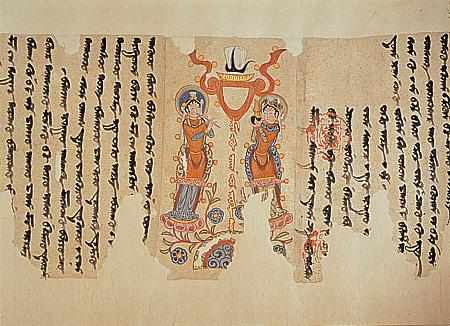
マニ教について記したソグド文字の文献
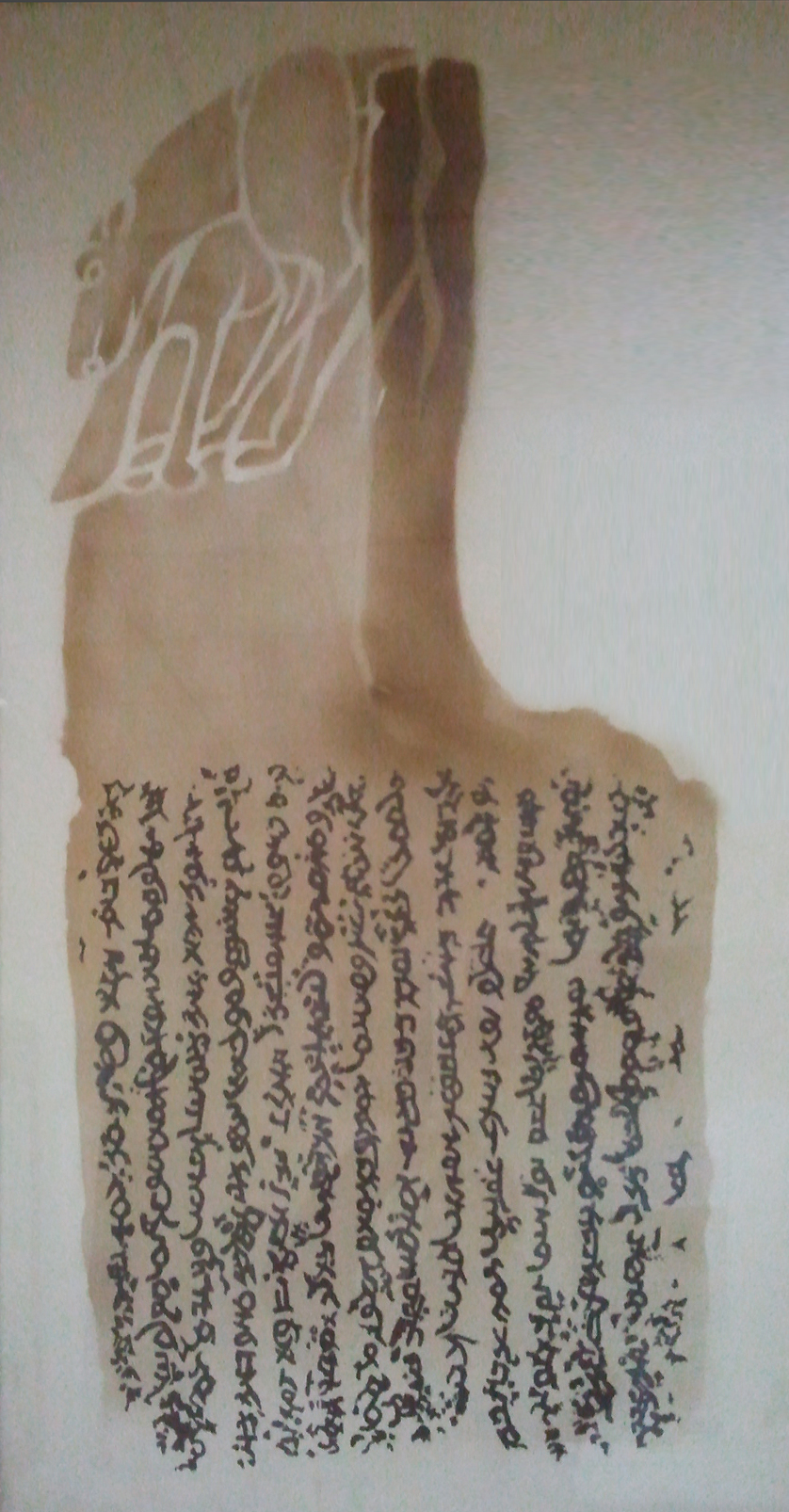
モンゴルで発見されたソグド文字碑文の拓本（ブグト碑文、6世紀）
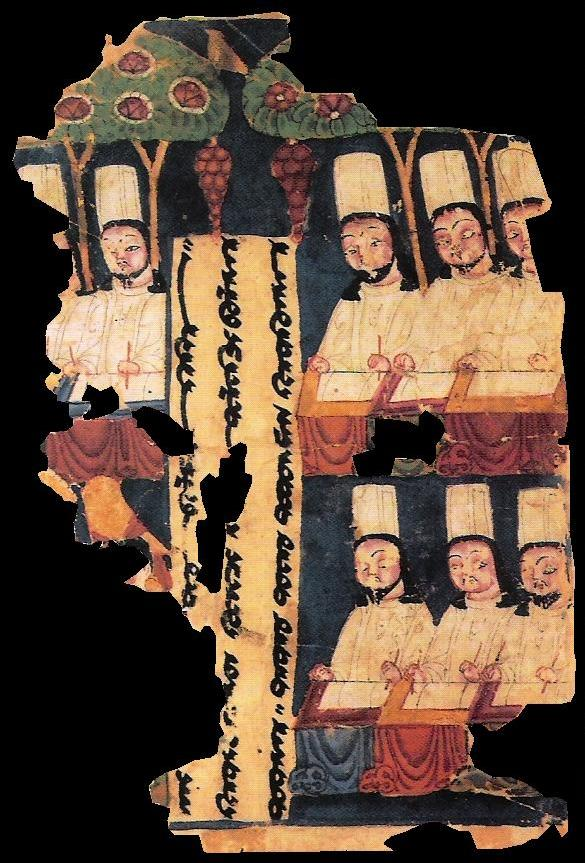
マニ教の経典の一場面を描いた絵。書かれている文字はソグド文字（8-9世紀）。